# Gianni Bongioanni
Gianni Bongioanni (Torino, 6 agosto 1921 – Roma, 21 gennaio 2018) è stato un regista e sceneggiatore italiano.

## Biografia
Fu uno dei primi registi ad adottare un approccio autentico e neo-realistico al cinema italiano. La svolta pericolosa - Una storia d'oggi del 1959, è considerata la prima serie televisiva italiana. Nel 1944, Bongioanni divenne il presentatore della stazione radio Radiotevere. Le sue serie televisive degli anni '70 sono considerate tra le migliori della storia della TV italiana.

## Riconoscimenti
- Premio Flaiano: Sezione radio e televisione 1982

## Filmografia

### Cinema
- Tre per una rapina (1964)

### Televisione
- La svolta pericolosa - Una storia d'oggi (1959)
- Fine di una solitudine (1966)
- La madre di Torino (1968) - Film TV
- Dedicato a un bambino – serie TV, episodi 1x1-1x2-1x3 (1971)
- Una pistola nel cassetto – serie TV, episodi 1x1-1x2-1x3 (1974) - anche attore
- Una donna – serie TV, 6 episodi (1977)
- Un matrimonio in provincia (1980)
- Mia figlia – serie TV, episodi 1x1-1x2-1x3 (1982)
- Giovanni, da una madre all'altra – serie TV, episodi 1x1-1x2-1x3 (1983)
- Follia amore mio (1986)
- Piange al mattino il figlio del cuculo (1989)